# 롱탄 전투

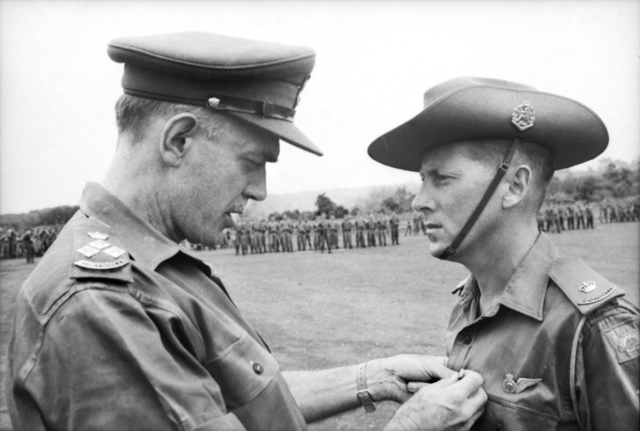
해리 스미스 소령이 올리버 잭슨 여단장으로부터 무공십자훈장을 수여받고 있다.

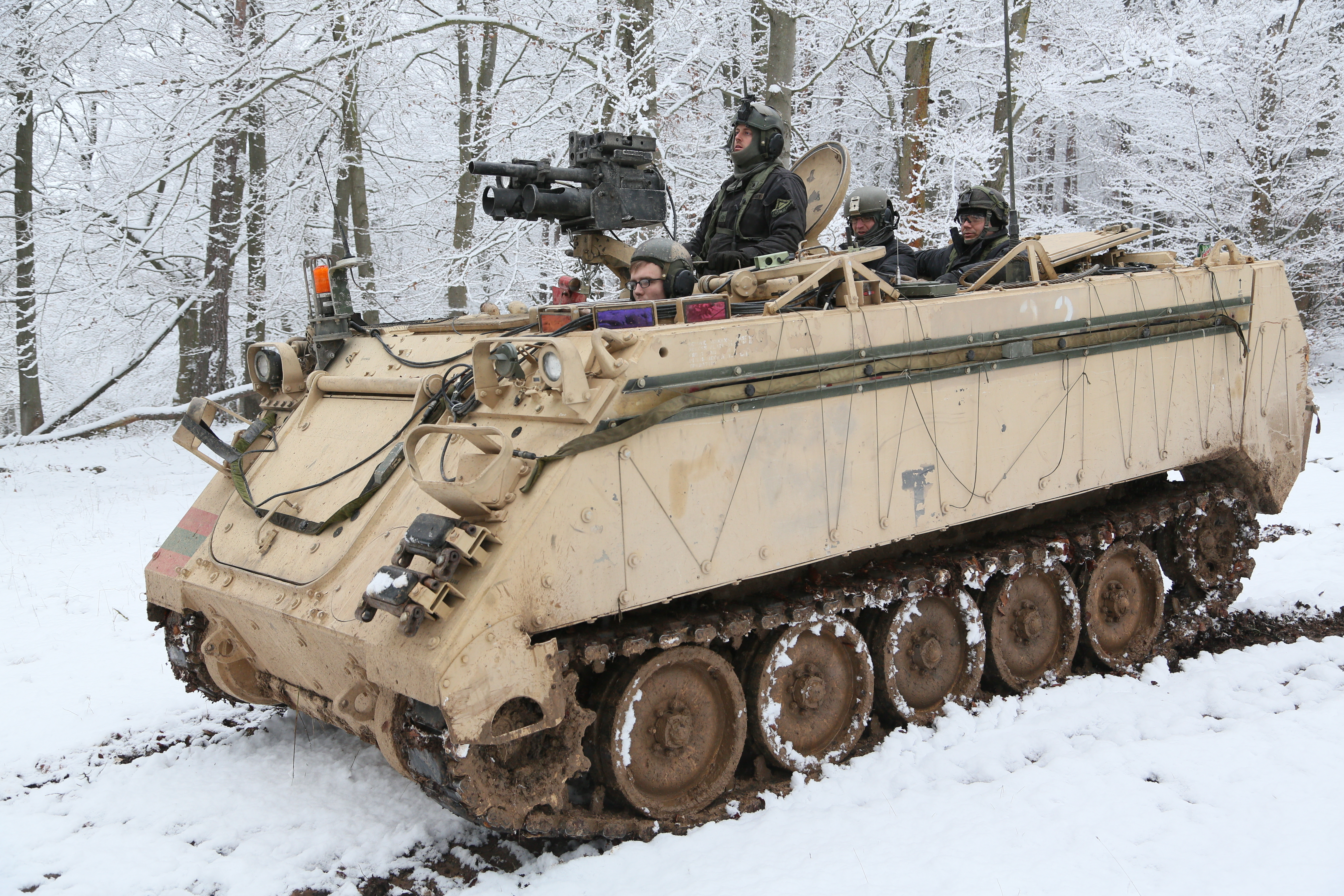
M113 장갑차

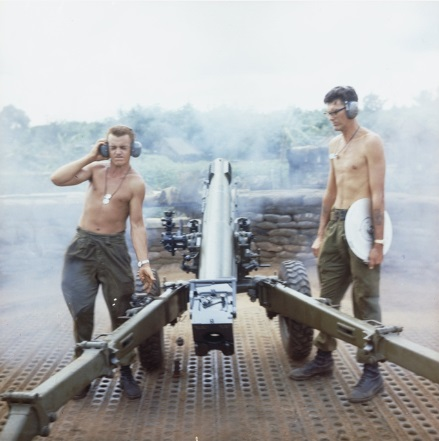
1966년 제1 호주 태스크포스의 105mm L5 곡사포

롱탄 전투(Battle of Long Tan)는 베트남 전쟁중에 벌어진 전투이다. 1966년 8월 18일, 롱탄 지역에서 발생한 교전이다.

## 역사
2,500명의 베트콩과 베트남 인민군이 108명의 호주 육군을 공격했다. 제1 호주 태스크포스 소속의 호주 육군 6대대의 델타 중대 108명이 공격을 받아 18명이 전사하고 24명이 부상을 입었다. 북베트남은 245명 전사, 350명 부상, 3명이 포로로 호주군에 잡혔다.
린든 존슨 미국 대통령은 여러 국가에 월남전 파병을 요청했으며, 호주와 뉴질랜드는 영국이 참전하지 않는 최초의 해외파병을 결정했다. 호주군과 뉴질랜드군이 연합하여 여단급 규모의 제1 호주 태스크포스를 구성, 파병했다. 군단급인 미국 제2베트남야전부대에 배속되었다.
처음에는 대대급이 파병되어 미군의 지휘를 받았지만, 호주 정부가 좋아하지 않았고, 1966년 3월 호주 정부는 독립여단인 기동부대 제1 호주 태스크포스를 만들기로 결정했다. 2개 보병대대, APC대대, 포병연대, SAS대대, 본부 및 지원대로 구성된 4500명 규모의 여단급 부대로, 호주 육군 올리버 잭슨(Oliver Jackson) 준장이 지휘했다.
델타 중대는 해리 스미스(Harry Smith) 소령이 중대장이었다.
델타 중대는 롱탄 지역을 정찰했으며, 당시 태스크포스 본부에서는 그 지역에 북베트남군 1개 소대 수십명이 있을 것이라고 예측했다. 그러나 실제로는 여단급 수천명이 있었고, 이에 막대한 보병들이 백명의 델타 중대를 포위한 사건이다.
델타 중대가 탄약 부족 등으로 북베트남군에 전멸되기 직전에 APC 대대의 M113 장갑차(Armored Personnel Carrier, APC)들이 도착해 구조에 성공했다.
현재에도 호주와 베트남은 서로 자신들이 승리한 전투라고 주장한다. 수천명의 여단급 병력을 단 한 개의 델타 중대가 막아낸 측면을 본다면, 델타 중대의 승리이다. 그러나, 전멸 직전에 APC가 도착해서, 이에 북베트남군이 잠시 후퇴했지만, 호주군은 사망자, 부상자를 데리고 빠르게 그 지역에서 도망쳐서 북베트남군이 그 지역을 통제하게 된 측면을 본다면 북베트남군의 승리로 볼 수 있다.

## 영화
댄저 클로즈 : 롱탄 대전투가 2019년 개봉했다.